# Roman Stefanowski
Roman Stefanowski (ur. 4 września 1929 w Krakowie, zm. 11 grudnia 2000 w Bingley) – polski działacz socjalistyczny, dziennikarz i radiowiec.

## Życiorys
Po wybuchu wojny w 1939 znalazł się z rodziną we Lwowie, skąd w 1940 został deportowany w głąb ZSRR. Po układzie Sikorski-Majski, w 1942 ewakuowany wraz sierocińcem na Bliski Wschód wraz z Armią Andersa. Po wojnie pozostał w Wielkiej Brytanii.
W latach 1975–1994 przebywał w Niemczech. Przez wiele lat kierował działem Badań i Analiz rozgłośni polskiej Radia Wolna Europa.
Od 1951 członek Polskiej Partii Socjalistycznej na emigracji. Redaktor pisma „Młodzi Idą”. Reprezentant Wydziału Młodzieży PPS w Młodzieżowej Unii Młodych Socjalistów (IUSY). W okresie 1959–1962 członek komitetu redagującego „Robotnika”. Od 1961 członek Centralnej Rady Partyjnej, a od 1965 członek Centralnego Komitetu Zagranicznego PPS.
W 1987 na scaleniowym Zjeździe PPS, łączącym dwa nurty ruchu socjalistycznego na emigracji, wybrany do Centralnej Rady Partyjnej. W 1990 na XXV Kongresie PPS w Warszawie wybrany do składu Rady Naczelnej, podobnie jak na XXVI Kongresie PPS w 1992.